# Pastor Sargento Isidório
Manoel Isidório de Santana Júnior (Salvador, 28 de julho de 1962), também conhecido como Isidório de Santana Júnior, Sargento Isidório e, também, como Pastor Sargento Isidório é um policial militar aposentado, pastor evangélico e político brasileiro filiado ao Avante (AVANTE).

## Biografia
A mãe, Maria José dos Santos, foi abandonada pelo pai de Isidório, Manoel Isidório de Santana, o seu Maneca, funcionário da Petrobras. Dos 6 aos 12 anos, foi abusado pelo primo cabo do Exército. Isidório começou a trabalhar desde cedo como feirante, tendo sido contratado, em 1978, pela Viação Auto Expresso Ipiranga para trabalhar como cobrador de ônibus. Posteriormente, veio a trabalhar como professor de folclore e danças afrodescendentes. 
Isidório de Santana Júnior concluiu o curso técnico de Enfermagem no Instituto Municipal Luiz Viana Filho, na cidade baiana de São Francisco do Conde.
Ao abandonar a Igreja Batista que frequentava, passou a beber, fumar, usar drogas e se relacionar com homens, o que continuou até depois dos seus 30 anos. Ao mesmo tempo, mantinha duas mulheres, com as quais teve sete filhos.
Em 1981, ingressou na Polícia Militar do Estado da Bahia, onde exerceu as funções de 1º sargento e de instrutor de capoeira.
Em 1991, após sua conversão ao pentecostalismo da Assembleia de Deus, criou, no município baiano de Candeias, a Fundação Dr. Jesus, entidade assistencial de apoio a dependentes químicos e de álcool.
O policial militar Manoel Isidório de Santana Júnior ganhou notoriedade quando se destacou como uma das principais lideranças da greve da PM-BA, ocorrida naquele estado em 2001 e considerada a maior mobilização grevista de policiais militares na história baiana. Como consequência desse movimento, acabaria sendo preso por 14 dias.
Em 2022 Manoel Isidório de Santana Júnior, foi promovido ao posto de capitão da Polícia Militar da Bahia, com retroativa do pedido 
de janeiro de 2019, por tempo de serviço..

### Carreira política
Em 1998, o então Sargento Isidório iniciou a carreira na política profissional quando concorreu nas eleições estaduais baianas daquele ano ao cargo de deputado estadual pelo Partido do Movimento Democrático Brasileiro (PMDB), mas não conseguiu ser eleito
Em 2000, Sargento Isidório se candidatou pelo Partido dos Trabalhadores (PT) a Prefeito do Município baiano de Candeias, mas não conseguiu se eleger, ficando em 3º lugar na disputa, após obter 20,21% dos votos válidos.
Preso em um protesto, foi deixado próximo a um depósito de produtos químicos. Foi intoxicado, levado à UTI e teve suas cordas vocais afetadas. Projetou-se nas greves e, em 2002, concorreu nas eleições estaduais baianas ao cargo de deputado estadual pelo PT, elegendo-se com o nome de Sargento Isidório.
Durante as eleições de 2004, já como deputado estadual pelo PT, voltou a candidatar-se à Prefeitura Municipal de Candeias, perdendo a eleição ao obter 10,52% dos votos válidos.
Em 2006, concorreu à reeleição para deputado estadual na Bahia, desta vez pelo Partido Social Cristão (PSC), mas não conseguiu se reeleger ao mandato parlamentar.
Durante as eleições de 2010, quando concorreu com o nome de Pastor Sargento Isidório, foi novamente eleito deputado estadual para Assembléia Legislativa do Estado da Bahia pelo Partido Socialista Brasileiro, tendo atuado como parlamentar na legislatura de 2011 a 2015.
Em 2012, concorreu ao cargo de Prefeito Municipal de Candeias, perdendo a eleição, quando ficou em quinto lugar na disputa, ao obter 4,85% dos votos válidos.
Voltaria a ser reeleito a deputado estadual em 2014, desta vez, filiado ao Partido Social Cristão (PSC), quando atuou como parlamentar na legislatura de 2015 a 2019.
Durante as eleições municipais de 2016, o Pastor Sargento Isidório concorreu ao cargo de Prefeito Municipal de Salvador pelo Partido Democrático Trabalhista (PDT), tendo perdido a disputa ao ficar em 3º lugar, quando obteve 8,61% dos votos válidos.
Já aposentado no cargo de sargento da PM-BA e pastor da "Fundação Doutor Jesus", foi o deputado federal mais votado da Bahia nas Eleições de 2018, pela agremiação partidária Avante. Ainda ajudou a eleger o filho, João Isidorio, como deputado estadual na Bahia. João, porém, morreu afogado em novembro de 2021 na praia de Loreto.
Em 2020, concorreu às eleições para a Prefeitura Municipal de Salvador, pelo partido Avante, quando perdeu a disputa, ficando em 3ª lugar, ao obter 5,33% dos votos.

## Controvérsias

### Visão sobre o exame médico de próstata
Em 2005, o Sargento Isidório, então deputado estadual pelo PT no Legislativo baiano e já conhecido na época por ser um parlamentar com uma postura "folclórica", quando costumava ir às sessões parlamentares carregando um botijão de gás, fazendo referência a uma de suas promessas de campanha consistente na redução do preço do gás de cozinha, foi acusado pelo também deputado estadual Targino Machado, que também era médico, de fazer apologia contrária à prevenção do câncer de próstata, quando, durante um pronunciamento seu na tribuna do parlamento baiano em que fez discurso contrário ao toque retal, método utilizado pelos médicos no exame de próstata.
Em entrevista dada ao Bahia Notícias, em 15 de abril de 2013, o Pastor Sargento Isidório sustenta que nunca foi contra o procedimento preventivo de toque retal, realizado para o exame de próstata, mas que suas declarações teriam sido distorcidas pela mídia local baiana:

 Eu nunca fui contra o exame de toque. E quando falam isso eu já sou vítima porque eu já lhe disse como é que a imprensa é – não é toda ela, porque tem muitos profissionais com dignidade.  No dia em que eu disse aquilo, eu tinha ido fazer exame porque tinha apresentado alguns problemas como já estou de novo: micção curta, toda hora, que o pessoal diz que é ruim. Procurei fazer o exame. Minha chefe de gabinete disse 'olha, pastor, esse problema seu pode ser da próstata. O senhor já fez?', eu disse 'não'. Cheguei lá, o médico disse 'o próximo' e me mandou pra a maca. Eu fui deitar e ele disse 'não precisa deitar não, em pé mesmo'. Ele disse 'tira as calças' e eu penso 'miséria, é pior do que os coronéis, é pior do que o quartel'. Aí tirei o cinto, baixei as calças e recebi os dedos. TUM!  Pronto.  Eu sou profissional de saúde e tenho convicção que outros procedimentos, como a Benzetacil e comprimidos, as pessoas perguntam: 'já tomou esse comprimido? Você tem algum problema com ele?
(…)
E que é que custava o médico me dizer 'eu vou introduzir na sua cavidade, mas é porque é para saber melhor o exame, tá certo? Então fique tranquilo, porque toque retal não tira masculinidade de ninguém, já fiz também'. Pronto, era só isso. Hoje, eu sei que inclusive existe uma cadeira anatomicamente preparada para isso. Eu sei que existe um posicionamento para fazer isso. Na verdade, eu tive que ser ridicularizado pela imprensa ou seja quem tenha feito isso para me desgastar, mas Deus estava naquele negócio porque logo depois veio Tony Ramos para falar que fez… nunca se falou tanto. Então, se estou até hoje difamado por não gostar do exame de toque retal, mas isso surtiu efeito porque inclusive tem empresas que estão com um calendário para isso. 'Os homem fez (sic) 40 anos, véi? Então dedada!'.  Nessa história de ficar jocoso publicizou mais o exame e eu sei que hoje eu faço na hora que precisar distribuir dois milhões de folderes que toque retal não tira masculinidade de ninguém. Eu já fiz o meu exame, faça o seu. No folder, Estou com o chapéu da PM, um bujão de gás, a calça um pouquinho aberta e saindo de um consultório. Eu distribuí isso e nunca se teve tanta conversa em relação a isso. O que me dificultou de um lado, por perder a eleição, por tudo isso, Deus fez do limão uma garapa, porque muitos homens estão indo fazer o exame. Eu nunca fui contra isso, apenas falei daquele jeito, da maneira que acabei de explicar. Aí veio um jornal e disse 'petista [partido anterior do deputado] viu estrela' e tal, vocês sabem o que é vender jornal e eu não tenho nada contra isso. A imprensa diz o que quer. Eu, por exemplo, não sou dono de mim, eu ganho dinheiro público, eu sou deputado, então não vai ter valor nada meu, quanto mais a parte lá de trás.— Pastor Sargento Isidório

### Acusação de violação a direitos humanos no trabalho assistencial
Em 2012, uma séria de reportagens veiculadas pela Rádio Metrópole FM, de Salvador, acusaram a entidade coordenada pelo Pastor Sargento Isidório, a Fundação Dr. Jesus, de práticas de violação dos direitos humanos dos seus assistidos, dependentes químicos, tais como: cortes na alimentação e castigos corporais praticados contra esses assistidos, o que foi negado pelo próprio.

### Visão sobre os LGBTQIA+
Em 5 de outubro de 2013, enquanto era deputado estadual, anunciou sua desfiliação ao Partido Socialista Brasileiro, após ter rechaçada a sua proposta de criação de um "Núcleo de Héteros" (NH) no referido partido político, quando alegou sua incompatibilidade pessoal com o ativismo LGBTIA+ dentro do PSB, partido que na época já instaurara processo disciplinar interno contra o parlamentar por declarações homofóbicas. Após o desligamento da sigla, filiou-se ao PSC.
Nas eleições de 2016, enquanto candidato a prefeitura de Salvador, Isidório se declarou ex-homossexual.
Em 2018, declarou que votaria no então candidato do PT à Presidência da República, Fernando Haddad, mas anteriormente pensava em não votar nele pois ele acreditava que Haddad era homossexual, informação desmentida pelo governador petista Rui Costa.
A cantora Daniela Mercury em novembro de 2018 abriu um processo por injúria contra Isidório após ele ter publicado em suas redes sociais um vídeo em que a criticava duramente.